# Apostolstwo Pomocy Duszom Czyśccowym
Apostolstwo Pomocy Duszom Czyśccowym (APDC) – zorganizowana forma apostolstwa Zgromadzenia Sióstr Wspomożycielek Dusz Czyśćcowych. Charyzmatem Zgromadzenia jest niesienie pomocy zmarłym cierpiącym w czyśćcu.
Członkiem APDC może zostać każdy praktykujący katolik, który pragnie pomagać zmarłym cierpiącym w czyśćcu przez modlitwę, ofiarę, jałmużnę i dobre uczynki.

## Historia
Osoby świeckie kierowały liczne prośby do Zgromadzenia Sióstr Wspomożycielek Dusz Czyśccowych, zainteresowane współpracą w zakresie charyzmatu. 
W 1983 roku Zgromadzenie po rozeznaniu sytuacji, podjęło decyzję o utworzeniu tej formy apostolskiej działalności Zgromadzenia. W 1985 roku przyjęto nazwę Apostolskie Dzieło Pomocy dla Czyśćca, i wówczas do Dzieła włączyli się pierwsi członkowie. 
1 stycznia 2011 roku zmieniono nazwę na Apostolstwo Pomocy Duszom Czyśćcowym (APDC)..

## Grupy parafialne
Grupy parafialne APDC znajdują się w 31 diecezjach: 

- bielsko-żywiecka (7)
- bydgoska (1)
- częstochowska (2)
- drohiczyńska (2)
- ełcka (2)
- gdańska (13)
- gnieźnieńska (1)
- kaliska (1)
- katowicka (3)
- kielecka (8)
- koszalińsko-kołobrzeska (4)
- krakowska (5)
- legnicka (5)
- lubelska (3)
- łomżyńska (5)
- łowicka (2)
- łódzka (6)
- pelplińska (3)
- poznańska (2)
- przemyska (20)
- radomska (4)
- rzeszowska (12)
- sandomierska (2)
- siedlecka (13)
- szczecińsko-kamieńska (4)
- tarnowska (19)
- toruńska (4)
- warmińska (1)
- warszawska (7)
- warszawsko-praska (5)
- zamojsko-lubaczowska (4)
- zielonogórsko-gorzowska (2)